# Asia Rugby Championship Division 1 2019
El Asia Rugby Championship Division 1 de 2019, fue el torneo de la segunda división que organiza la federación asiática (AR).
En esta oportunidad, esta división tuvo 4 participantes y los partidos se celebraron en el Estadio Municipal de Taipéi en la República de China.

## Equipos participantes
- Selección de rugby de Singapur
- Selección de rugby de Filipinas (Volcanes)
- Selección de rugby de China Taipéi
- Selección de rugby de Sri Lanka (Tuskers)

## Play off
|  | Semifinales  | Semifinales |          |           | Final        | Final        |  |
|  | 29 de mayo   | 29 de mayo  |          |           | 2 de junio   | 2 de junio   |  |
|  |              |             |          |           |              |              |  |
|  |              |             |          |           |              |              |  |
|  | Filipinas    | 39          |          |           |              |              |  |
|  | Filipinas    | 39          |          |           |              |              |  |
|  | Sri Lanka    | 22          |          |           |              |              |  |
|  | Sri Lanka    | 22          |          | Filipinas | 29           |              |  |
|  |              |             |          | Filipinas | 29           |              |  |
|  |              |             | Singapur | 21        |              |              |  |
|  | China Taipéi | 13          | Singapur | 21        |              |              |  |
|  | China Taipéi | 13          |          |           |              |              |  |
|  | Singapur     | 18          |          |           | Tercer lugar | Tercer lugar |  |
|  | Singapur     | 18          |          |           | Tercer lugar | Tercer lugar |  |
|  |              |             |          |           |              |              |  |
|  |              |             |          |           | Sri Lanka    | 72           |  |
|  |              |             |          |           | Sri Lanka    | 72           |  |
|  |              |             |          |           | China Taipéi | 17           |  |
|  |              |             |          |           | China Taipéi | 17           |  |
|  |              |             |          |           |              |              |  |

## Semifinales
| 29 de mayo, 17:00 | Filipinas | 39 - 22 | Sri Lanka |  |  |
|                   |           | Reporte |           |  |  |

| 29 de mayo, 19:00 | China Taipéi | 13 - 18 | Singapur |  |  |
|                   |              | Reporte |          |  |  |

## Tercer puesto
| 2 de junio, 17:00 | Sri Lanka | 72 - 17 | China Taipéi |  |  |
|                   |           | Reporte |              |  |  |

## Final
| 2 de junio, 19:00 | Filipinas | 29 - 21 | Singapur |  |  |
|                   |           | Reporte |          |  |  |

| Bandera de Filipinas               |
| Campeón de la División 1 Filipinas |
| Cuarto título                      |